# Plaça Kim Il-sung
La plaça Kim Il-sung és una plaça situada en el Districte Central de Pyongyang, Corea del Nord, i porta el nom del líder fundador del país, Kim Il-sung. La plaça fou construïda el 1954 en el marc de la reconstrucció de la capital després de la destrucció de la Guerra de Corea. Finalment es va inaugurar a l'agost de 1954. Està ubicada en el costat occidental de la riba del riu Taedong, davant de la Torre del Juche. És el lloc tradicional de celebracions, mítings i desfilades militars del règim i és la imatge típica de Corea del Nord en els mitjans de comunicació. És la 37a plaça més gran del món, amb 75.000 m², poden acollir un míting de més de 100.000 persones. El Gran Palau d'Estudis del Poble està situat a la plaça, amb vista al riu.